# Циммерман, Райнер
Райнер Циммерман (нем. Rainer Zimmermann; 2 мая 1942, Глогув — 25 октября 2022) — восточногерманский гандболист, полевой игрок. Участник летних Олимпийских игр 1972 года, двукратный серебряный призёр чемпионатов мира 1967 и 1970 годов.

## Биография
Райнер Циммерман родился 2 мая 1942 года в немецком городе Глогау (сейчас Глогув в Польше).
Играл в гандбол за берлинское «Динамо». В его составе несколько раз выигрывал чемпионат ГДР, в 1966 году стал его лучшим снайпером.
В составе сборной ГДР дважды выигрывал серебряные медали чемпионата мира — в 1967 году в Чехословакии и в 1970 году во Франции.
В 1972 году вошёл в состав сборной ГДР на летних Олимпийских играх в Мюнхене, занявшей 4-е место. Играл в поле, провёл 3 матча, забросил 8 мячей (по 4 в ворота сборной Туниса, по 2 — Швеции и Румынии).
В течение карьеры провёл за сборную ГДР 111 матчей, забросил 264 мяча.
Умер 25 октября 2022 года.